# الانتقام: قصة حب (فلم)
الانتقام: قصة حب (بالإنجليزية: Vengeance: A Love Story) فيلم أكشن أمريكي لعام 2017، من إخراج جوني مارتن وتأليف جون مانكيفيتش وبطولة نيكولاس كيج ودون جونسون وآنا هاتشيسون. الفيلم مقتبس عن رواية عام 2003 «اغتصاب: قصة حب» للكاتبة الأمريكية جويس كارول أوتس. صدر الفيلم في 15 سبتمبر 2017.

## طاقم التمثيل
- نيكولاس كيج: في دور جون درومور[3]
- آنا هتشيسون: في دور تينا ماجواير[4]
- طاليثا بيتمان: في دور بيثي ماجواير
- ديبورا كارا أنجر: في دور أغنيس[5]
- دون جونسون: في دور جاي كيركباتريك[5]
- جوشوا ميكيل: في دور مارفن فيك
- شارلين تيلتون: في دور السيدة إيرما فيك
- ديكران تولين: في دور السيد والتر فيك
- مايك بنفسكي: في دور القاضي شبيرو
- مارك كوبولا: في دور دكتور كولينز
- فرانسوا كزافييه ديكلي: في دور الأب مولدون
- مايكل باباجون: في دور جي جي برين
- جوانداس كانديس: في دور ممرضة ليلية
- إليزابيث هانتر: في دور آني
- دواين بويد: في دور ديت لايل
- إميلي سانديف: في دور أورسولا
- ري هيرنانديز: في دور كريج[6]

## أحداث الفيلم
يبدأ الفيلم بإظهار الحكم المشكوك فيه للمحقق جون درومور (نيكولاس كيج)، الذي يشرب ويقابل تينا ماجواير (آنا هاتشيسون) في الحانة. تينا هي أم عازبة، وهي مغازلة جدًا وسهلة مع الغرباء. بعد مجيئه إلى المخبر، كان مغرمًا بها. تستمر تينا في التصرف مثل الفاسقة في حفلة الرابع من يوليو، مما يحرج ابنتها بيثي ماجواير البالغة من العمر اثني عشر عامًا (تاليثا بيتمان). نرى تينا عائدة إلى المنزل من الحفلة مع ابنتها وتقطع طريقًا قصيرًا عبر الغابة.
تتعرض تينا للاغتصاب الجماعي والضرب وتترك ميتة أمام ابنتها. تعود بيثي إلى الطريق وتشير لسيارة يقودها درومور. تقضي بيثي وقتا في المستشفى ثم تخرج لترعاها أغنيس (ديبورا كارا أونغر). تقام جلسة استماع، ويقوم والدا المغتصبين بتوظيف محامي الدفاع الجنائي المشهور على المستوى الوطني، جاي كيركباتريك (دون جونسون)، الذي يرسم صورة مختلفة للحادث برمته، واحدة تركز على تينا وتربيتها واختلاطها الجنسي، وعندما تبدو القضية شبه خاسرة، يشرع المحقق درومور في اتجاهه الخاص في تحقيق العدالة للشرطة.

## استقبال الفيلم
كتب موقع موفي مافز Moviemavs: «يظهر نيكولاس كيدج على مدار خمسة عشر دقيقة من إجمالي وقت الفيلم، هذه ليست شكوى ولكن توجيه، إذا كنت من الذين قد يفاجأون بمدى الذكاء والقوة التي يحتوي عليها هذا الفيلم المثير المنخفض المستوى. أبرز ما في الفيلم هو الأداء المتميز لهوتشيسون وبيتمان وجونسون»، ومنح الموقع للفيلم ثلاثة نجوم ونصف من أصل أربعة نجوم.
كتب موقع البلو راي blu-ray.com: «سرعان ما يرقى فيلم الانتقام إلى عنوانه، حيث يصبح البطل جون درومر ملاكًا مظلمًا من نوع ما، مستخدماً مهاراته الشرطية ويحصل على الجاذبية لتحقيق العدالة الصالحة لسيدة أنقذها وتمتع أيضًا بتفاعل غزلي معها في الحانة. يصبح كيدج آلة قتل لا معنى لها، مما يؤدي إلى بعض مشاهد القتل الوحشية الساحرة، وهذه وفيات مستحقة»، ومنح الموقع درجة 5/10 للفيلم.
كتب موقع سينما كوردز Cinema Chords: «ليس من العدل التخلص تمامًا من فيلم» الإنتقام: قصة حب«، لأنه كان من الممكن أن يكون أسوأ بكثير. لقد تصرف المخرج بشكل لائق، وتم تصويره بكفاءة وله موسيقى تصويرية فعالة. لكنه يفتقر إلى التوصيف أو الإغلاق الفعال. إنه مثل رواية مطار رخيصة: بعض الزخم السردي ولكن في نهاية المطاف غير قادر على قول أي شيء أو يكون له تأثير كبير».

## وصلات خارجية
- مقالات تستعمل روابط فنية بلا صلة مع ويكي بيانات